# Boston Harbor

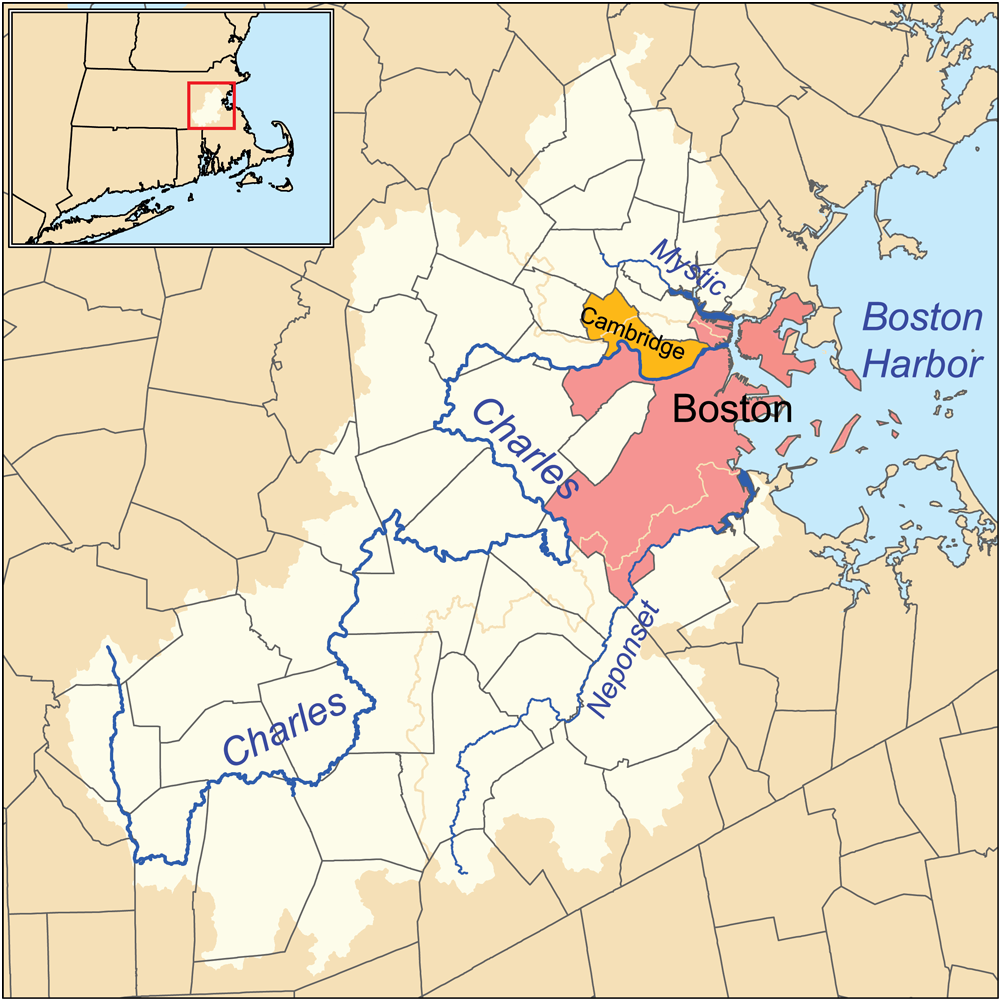
Mapa das bacias drenantes dos cursos de água Charles, Mystic e Neponset.

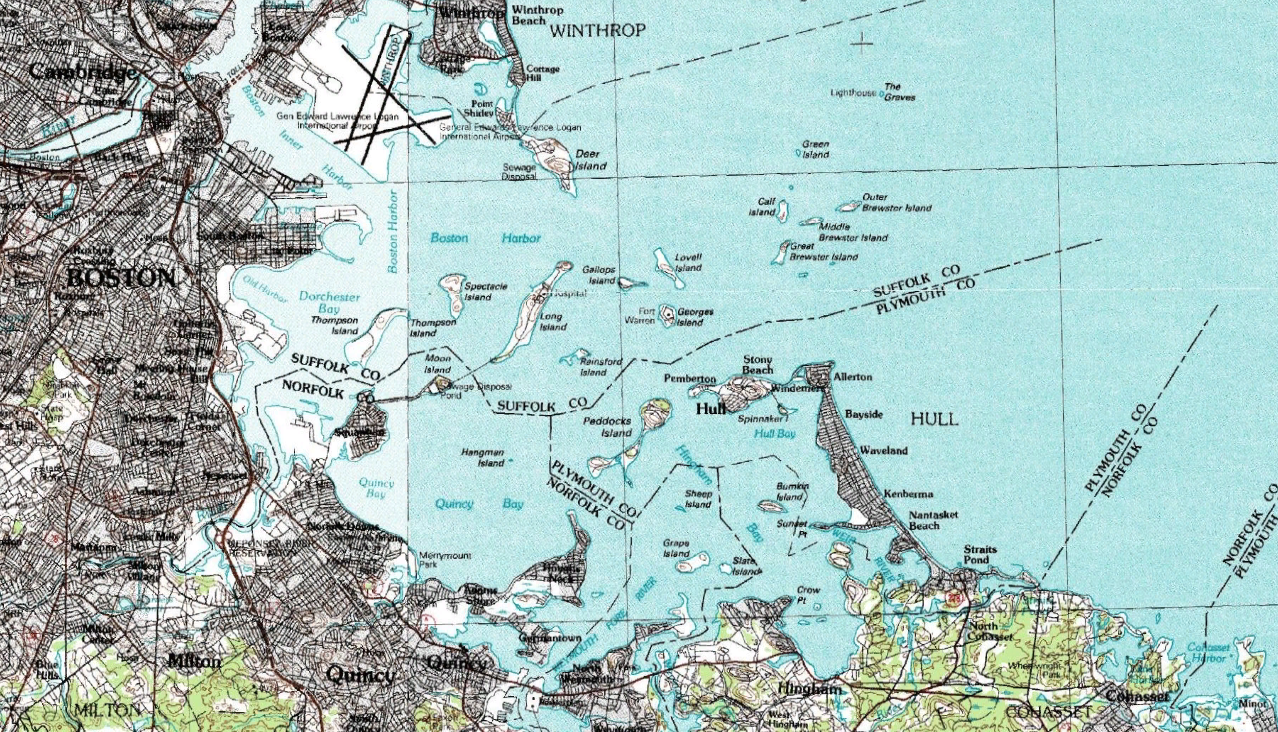
Mapa do Boston Harbor

Boston Harbor é a abra e estuário natural da baía de Massachusetts, adjacente à cidade de Boston, Massachusetts, Estados Unidos.
Nesta baía e estuário fica o porto de Boston.